# 吉州 (隋朝)
吉州，隋朝时设置的州。
开皇十年（590年）置，治所在庐陵县（今江西省吉水县东北），唐朝永淳元年（682年）移治今江西省吉安市吉州区。因吉水得名。唐辖境相当今江西省新干县和万安县间赣江流域及安福、永新等县地。北宋初年，分东北部置临江军，属江南西路，辖境缩小。元朝至元十四年（1277年）改为吉州路。宋时在州南永和镇烧造的白、黑两种吉州窑，和宋末的碎器窑，均称佳品。
| 唐朝吉州辖县 | 唐朝吉州辖县                                       |
| ------------ | -------------------------------------------------- |
| 618年        | 庐陵县、太和县、安复县、新淦县                     |
| 622年        | 庐陵县、新淦县（安复县改属颖州，太和县改属南平州） |
| 624年        | 庐陵县、新淦县（安复县来属，改为安福县）           |
| 625年        | 庐陵县、新淦县、安福县（太和县来属）               |
| 627年        | 庐陵县、新淦县、安福县、太和县                     |
| 659年        | 庐陵县、新淦县、安福县、太和县（新设永新县）       |
| 682年        | 庐陵县、新淦县、安福县、太和县、永新县             |
| 787年        | 庐陵县、新淦县、安福县、太和县、永新县             |

## 刺史
| 唐朝吉州刺史 - 吴世云（633年） - 王玄（贞观年间） - 和显寿（贞观年间） - 李斌（唐高宗时） - 夏侯德昭（唐高宗时） - 刘绍策（唐高宗时） - 颜趋庭（唐高宗、武后时） - 谢禧（692年） - 李处一（武后时） - 王山辉（711年） - 李道坚（开元初年） - 李畅（716年—717年） - 谈子阳（725年—728年） - 徐峤之（733年—735年） - 寇洋（737年前后） - 郭敬之（开元年间） - 庐陵郡太守 | - 韦友信（上元、宝应年间） - 董承愿（广德年间） - 梁乘（766年） - 孟洋（大历初年） - 刘迥（大历初年） - 刘宁（772年） - 岑终（大历年间） - 史审（大历年间） - 王缜（大历末年—780年） - 谢良弼（780年—782年） - 张应（786年—788年） - 李㟧（贞元初年） - 阎宷（791年） - 令狐峘（792年） - 杜春（798年） - 郑华（贞元年间） - 郑平（贞元年间） - 魏耽（贞元年间） - 长孙公辅（贞元年间） - 卢彻（贞元年间） - 马侅（贞元年间） - 张勔（贞元年间） | - 孙杲（801年—805年） - 姜公辅（805年，未任） - 袁滋（805年—806年） - 韦悦（元和年间） - 韩衢（元和年间） - 路恕（814年） - 崔某（元和年间） - 郑某（元和年间） - 李宣（元和年间） - 张锡（817年） - 李繁（820年—821年） - 张弘靖（821年，未任） - 李彤（宝历年间） - 裴愻（宝历、大和年间） - 杜师仁（830年—833年） - 庾威（833年） - 裴恭（835年） - 房士彦（835年—837年） - 孙公乂（837年—839年） | - 滕迈（会昌年间） - 段成式（848年—853年） - 田阳（大中年间） - 卢肇（咸通年间） - 邓敞（869年） - 袁皓（咸通年间） - 林勗（咸通、乾符年间） - 欧阳琮（乾符末年） - 李某（大顺年间） - 萧芮（大顺年间） - 周琲（中和年间—897年） - 罗崱（唐末） - 韩师德（乾宁末年） - 彭瑊（光化初年） - 彭玕（光化年间—907年） - 当 - 钟初 - 王德载 |